# Me and Marlborough
Me and Marlborough é um filme britânico de 1935, do gênero comédia, dirigido por Victor Saville e estrelado por Cicely Courtneidge, Tom Walls, Barry MacKay, Peter Gawthorne, Henry Oscar e Cecil Parker.

## Resumo do enredo
Inglaterra, 1710. Uma mulher se disfarça como um homem e junta-se com o exército do Duque de Marlborough na Flandres para encontrar seu marido desaparecido.